# Bandera de Bogotá
La bandera de Bogotá fue adoptada como símbolo de la ciudad el 9 de octubre de 1952 a través del decreto 555 del Distrito Especial.
Está conformada por una franja horizontal amarilla, que ocupa la mitad superior, y una franja horizontal roja, que complementa la parte inferior. En el centro lleva el escudo de armas de la ciudad, timbrado con el título de "Muy noble y muy leal". El color amarillo significa justicia, clemencia, virtud y benignidad; por su parte el color rojo significa libertad, salud y caridad.
La norma también especifica que para el uso de la bandera como pendón su proporción será dos veces más ancha que larga y para el uso como estandarte su proporción será dos veces y medio el largo de su ancho.
Su origen se remonta a la revuelta del 20 de julio de 1810, en la que los patriotas se identificaban con un brazalete amarillo y rojo. Las autoridades distritales consultaron el 6 de octubre de 1952 a la Academia Colombiana de Historia cuál podría ser la bandera de la ciudad teniendo en cuenta la tradición y la historia. En respuesta los académicos Enrique Ortega Ricaurte y Guillermo Hernández de Alba rindieron un informe en el cual detallaban la historia del brazalete utilizado por los revolucionarios y sugerían la adopción como bandera de la ciudad.